# Алта Грасия
Алта Грасия (на испански: Alta Gracia) е град в провинция Кордоба, департамент Санта Мария, Аржентина. Населението му е около 47 000 души (преброяване от 2008 година). Надморската му височина е 553 m. Той е древен град, а днес е един от предпочитаните туристически обекти. Една от забележителностите на града е къщата, където е живял аржентинският революционер Ернесто Че Гевара.

## Известни личности
Починали в Алта Грасия
- Мануел де Фая (1876 – 1946), испански композитор